# 哈爾基斯的希律
哈爾基斯的希律，又称希律五世，阿里斯托布鲁斯四世之子，大希律之孙，代理罗马统治犹大地的国王，希律亚基帕一世和希律迪亚丝的兄弟。他在公元41年至48年统治哈爾基斯。他的妻子是奇里乞亚的贝勒尼基。